# Felice Maniero
Felice Maniero (né le 2 septembre 1954) est un chef mafieux italien qui dirigeait la Mala del Brenta, une organisation criminelle basée dans la région de la Vénétie dans les années 1980 et 1990. Son surnom est Faccia d'Angelo (« Face d'ange »), qu'il partage avec le gangster milanais Francis Turatello et le patron de Camorra Edoardo Contini.

## Biographie
Felice Maniero naît à Campolongo Maggiore, dans la province de Venise. À l'origine chef d'un petit groupe de voleurs, il peut, grâce à des liens avec des mafiosi siciliens en exil en Vénétie, étendre et élargir son organisation, et la modele sur le modèle des autres mafias. Il est un trafiquant de drogue prolifique et est particulièrement connu pour avoir participé à de nombreux vols à main armée, certains avec des butins de pillage extrêmement élevés. Il sera arrêté après les efforts d'une équipe de magistrats, dont Francesco Saverio Pavone faisait partie.
En février 1995, Felice Maniero devient pentito (collaborateur de la justice italienne) et par la suite aide au démantèlement de son organisation. Cependant, Maniero aurait poursuivi un certain nombre d'activités criminelles tandis que nombre de ses anciens sbires ont réorganisé la Mala del Brenta afin d'assurer sa survie. 
Le 23 août 2010, Maniero est remis en liberté,. 